# 19 vendémiaire
19 jour complémentaire 19 brumaire
Le nonidi 19 vendémiaire, officiellement dénommé jour du tournesol, est un jour de l'année du calendrier républicain. Il reste 346 jours avant la fin de l'année, 347 en cas d'année sextile.
C'était généralement le 10e jour du mois d'octobre dans le calendrier grégorien.

## Événements
- An II : 10 octobre 1793
  - Le gouvernement est déclaré révolutionnaire : la constitution de 1793 et les libertés sont suspendues jusqu'au retour de l’ordre et de la paix.
- An III : 10 octobre 1794
  - Création du Conservatoire national des arts et métiers par l'abbé Grégoire.

## Naissances
- An XIII : 11 octobre 1804
  - Napoléon Louis Bonaparte, prince français et altesse impériale (An XIII), prince royal de Hollande († 17 mars 1831).